# Žiar (powiat Revúca)
Žiar – wieś (obec) na Słowacji położona w kraju bańskobystrzyckim, w powiecie Revúca. Pierwsze wzmianki o miejscowości pochodzą z roku 1324.
Według danych z dnia 31 grudnia 2012, wieś zamieszkiwało 155 osób, w tym 86 kobiet i 69 mężczyzn.
W 2001 roku rozkład populacji względem narodowości i przynależności etnicznej wyglądał następująco:
- Słowacy – 23,78%
- Czesi – 1,62%
- Węgrzy – 74,05%

Ze względu na wyznawaną religię struktura mieszkańców kształtowała się w 2001 roku następująco:
- Katolicy rzymscy – 48,65%
- Grekokatolicy – 0,54%
- Ewangelicy – 3,78%
- Ateiści – 8,11%
- Nie podano – 1,62%